# Phebellia triseta
Phebellia triseta là một loài ruồi trong họ Tachinidae.